# Snelheidstransformatie
Relativistische snelheid is een begrip dat samenhangt met de speciale relativiteitstheorie en waarmee wordt aangegeven hoe de snelheid van een beweging wordt waargenomen door waarnemers in verschillende inertiaalstelsels. Dit wordt berekend met behulp van de lorentztransformatie. Het begrip relativistische snelheid is nodig om tegenstrijdigheden tussen elektromagnetisme en klassieke mechanica uit de wereld te helpen.

## Galileitransformatie
In de klassieke mechanica geldt de Galileitransformatie. Daarbij kunnen snelheden eenvoudig van elkaar worden afgetrokken. De snelheden worden aangegeven door vectoren. Ze hebben grootte en richting. Wanneer een voorwerp een snelheid {\displaystyle {\vec {v}}} heeft en degene die het voorwerp waarneemt beweegt zelf met een snelheid {\displaystyle {\vec {u}}}, is dan heeft voorwerp ten opzichte van de waarnemer een snelheid:
{\displaystyle {\vec {v'}}={\vec {v}}-{\vec {u}}}
Daardoor kan niet alleen de grootte maar ook de richting van de snelheid voor de waarnemer anders zijn.

## Relativistische snelheidstransformatie
Binnen de speciale relativiteitstheorie is bovenstaande aanpak niet mogelijk. Stel namelijk dat de waarnemer een lichtstraal waarneemt. De lichtstraal beweegt met de lichtsnelheid 'c'. Volgens de klassieke transformatie zou de lichtstraal voor een bewegende waarnemer een lagere snelheid hebben (als de waarnemer in dezelfde richting beweegt als de lichtstraal) of zelfs een hogere snelheid (als de waarnemer de andere kant op beweegt). Dit is niet mogelijk aangezien volgens de speciale relativiteitstheorie een lichtstraal dezelfde snelheid heeft voor elke waarnemer, zolang die met een constante snelheid beweegt. Door hier consequent aan vast te houden is de lorentztransformatie afgeleid.
Wanneer een voorwerp in een stelsel S beweegt met snelheid {\displaystyle {\vec {v}}} met componenten {\displaystyle v_{x}}, {\displaystyle v_{y}} en {\displaystyle v_{z}} een waarnemer beweegt met snelheid 'u' in positieve richting langs de x-as. Dan zijn de snelheden van het voorwerp in het stelsel S' van de waarnemer:
{\displaystyle v_{x}'={\frac {v_{x}-u}{1-uv_{x}/c^{2}}}}
{\displaystyle v_{y}'={\frac {1}{\gamma (u)}}{\frac {v_{y}}{1-uv_{x}/c^{2}}}={\sqrt {1-(u/c)^{2}}}{\frac {v_{y}}{1-uv_{x}/c^{2}}}}
{\displaystyle v_{z}'={\frac {1}{\gamma (u)}}{\frac {v_{z}}{1-uv_{x}/c^{2}}}={\sqrt {1-(u/c)^{2}}}{\frac {v_{z}}{1-uv_{x}/c^{2}}}}
Hierbij is {\displaystyle \gamma (u)={\frac {1}{\sqrt {1-(u/c)^{2}}}}} de lorentzfactor.

## Vereenvoudigde afleiding: evenwijdige snelheden
De transformatie kan het meest eenvoudig worden beschreven wanneer de waarnemer evenwijdig beweegt aan het voorwerp. Zonder beperking der algemeenheid is deze beweging langs de x-as en begint in de oorsprong, zodat hij wordt beschreven met x = v t. Wanneer de waarnemer met snelheid 'u' in dezelfde richting beweegt vindt men met behulp van de lorentztransformatie:
{\displaystyle x'={\frac {x-ut}{\sqrt {1-(u/c)^{2}}}}={\frac {vt-ut}{\sqrt {1-(u/c)^{2}}}}={\frac {v-u}{\sqrt {1-(u/c)^{2}}}}t}
{\displaystyle t'={\frac {t-ux/c^{2}}{\sqrt {1-(u/c)^{2}}}}={\frac {t-uvt/c^{2}}{\sqrt {1-(u/c)^{2}}}}={\frac {1-uv/c^{2}}{\sqrt {1-(u/c)^{2}}}}t}
Zowel plaats als tijd zijn getransformeerd in het stelsel van de waarnemer. De twee zijn wel beide evenredig. De snelheid in het stelsel van de waarnemer is de evenredigheidsconstante.
{\displaystyle v'={\frac {x'}{t'}}={\frac {v-u}{1-uv/c^{2}}}}
Dit stemt overeen met {\displaystyle v'_{x}} hierboven.
Met plussen in plaats van minnen hebben we de formule voor het "optellen" van snelheden.

## Algemene afleiding
In het algemeen wordt de snelheid van een beweging beschreven met drie componenten: 'vx', 'vy' en 'vz'. Een beweging kan worden beschreven met behulp van plaats en tijd. Een beweging langs de x-as die begint in de oorsprong wordt beschreven met x = v t. Wanneer een waarnemer met snelheid 'u' beweegt in dezelfde richting vinden we met behulp van de lorentztransformatie:
{\displaystyle x'={\frac {(v-u)t}{\sqrt {1-(u/c)^{2}}}}}, 
{\displaystyle y'={\frac {v_{y}t}{\sqrt {1-(u/c)^{2}}}}}, 
{\displaystyle z'={\frac {v_{z}t}{\sqrt {1-(u/c)^{2}}}}} en
{\displaystyle t'={\frac {1-uv_{x}/c^{2}}{\sqrt {1-(u/c)^{2}}}}t}
Op dezelfde manier als hierboven vinden we nu hoe de snelheid wordt getransformeerd:
{\displaystyle v_{x}'={\frac {v_{x}-u}{1-uv_{x}/c^{2}}}}   ,  
{\displaystyle v_{y}'=v_{y}{\frac {\sqrt {1-(u/c)^{2}}}{1-uv_{x}/c^{2}}}}   en  
{\displaystyle v_{z}'=v_{z}{\frac {\sqrt {1-(u/c)^{2}}}{1-uv_{x}/c^{2}}}}
Duidelijk is het verschil tussen snelheidscomponent in de richting van 'u' en de twee snelheidscomponenten loodrecht daarop. Men maakt dan ook vaak gebruik van de evenwijdige component en de loodrechte component van de snelheid

## Invariantie van de lichtsnelheid
De relativistische snelheidstransformatie is nodig omdat bij de klassieke transformatie de lichtsnelheid niet voor alle waarnemers hetzelfde is. Bekijken we nu hoe dat met de nieuwe transformatie gaat. Neem daarvoor nogmaals de beweging van een lichtstraal. Voor een lichtstraal die evenwijdig aan 'u' beweegt met snelheid v = c vinden we:
{\displaystyle v'={\frac {v-u}{1-uv/c^{2}}}={\frac {c-u}{1-uc/c^{2}}}={\frac {c-u}{1-u/c}}={\frac {c-u}{1-u/c}}{\frac {c}{c}}={\frac {(c-u)c}{c-u}}=c}
Voor een lichtstraal die loodrecht beweegt op 'u', bijvoorbeeld met 'v_y' = c vinden we:
{\displaystyle v_{x}'={\frac {v_{x}-u}{1-uv_{x}/c^{2}}}={\frac {-u}{1-u0/c^{2}}}=-u}
{\displaystyle v_{y}'=c{\frac {\sqrt {1-(u/c)^{2}}}{1-u0/c^{2}}}=c{\sqrt {1-(u/c)^{2}}}={\sqrt {c^{2}-u^{2}}}}
{\displaystyle v_{z}'=0{\frac {\sqrt {1-(u/c)^{2}}}{1-u0/c^{2}}}=0}
De lichtstraal heeft in het nieuwe stelsel een snelheid:
{\displaystyle v'={\sqrt {v_{x}'^{2}+v_{y}'^{2}+v_{z}'^{2}}}=c}
In beide gevallen blijkt de lichtstraal ook in het nieuwe stelsel met de lichtsnelheid te bewegen. Wanneer men lichtstralen in alle mogelijke richtingen onderzoekt blijkt dit steeds te gelden zodat deze transformatie aan de voorwaarden van de speciale relativiteitstheorie voldoet. 